# Белый крест (газета)
«Бѣлый крестъ» — выпускавшаяся во время Гражданской войны газета.

## История
Основана в Ямбурге в июне 1919 Н. Е. Марковым, редактировал газету В. В. Лукин. Наименование газеты было заимствовано из нарукавного шеврона войск Северо-Западной армии. Под логотипом газеты сообщалось, что она выходит по вторникам, четвергам и субботам. В тылу выпуски газеты продавались гражданскому населению за 60 копеек, на фронте в воинских частях и на отбитых территориях газета распространялась бесплатно. Всего вышло семь номеров газеты: № 1, 13/26 июня, четверг, 1919; № 2, 2/19 июля, среда; № 3 (?); №4, 8/25 июля, вторник; № 5 (?); № 6, 12/29 июля, суббота; № 7 (?). Курьерскую доставку осуществлял начальник военно-гражданского управления полковник А. Д. Хомутов. В июле 1919 генерал А. П. Родзянко закрыл выпуск газеты по причине её монархической направленности, а также публикации некоторых враждебных к эстонцам, антисемитских (в воспоминаниях М. С. Маргулиеса — погромных) и прочих разжигающих религиозную и межнациональную рознь материалов.